# Alaaeldin Abouelkassem
Alaaeldin Ahmad El-Sayid Abouelkassem– (Sétif, 25 de noviembre de 1990) es un deportista egipcio que compitió en esgrima, especialista en la modalidad de florete. Participó en cuatro Juegos Olímpicos de Verano entre los años 2012 y 2024, obteniendo una medalla de plata en Londres 2012 en la prueba individual.

## Palmarés internacional
| Juegos Olímpicos | Juegos Olímpicos      | Juegos Olímpicos | Juegos Olímpicos   |
| Año              | Lugar                 | Medalla          | Prueba             |
| ---------------- | --------------------- | ---------------- | ------------------ |
| 2012             | Londres (Reino Unido) | Medalla de plata | Florete individual |